# Edward Conway

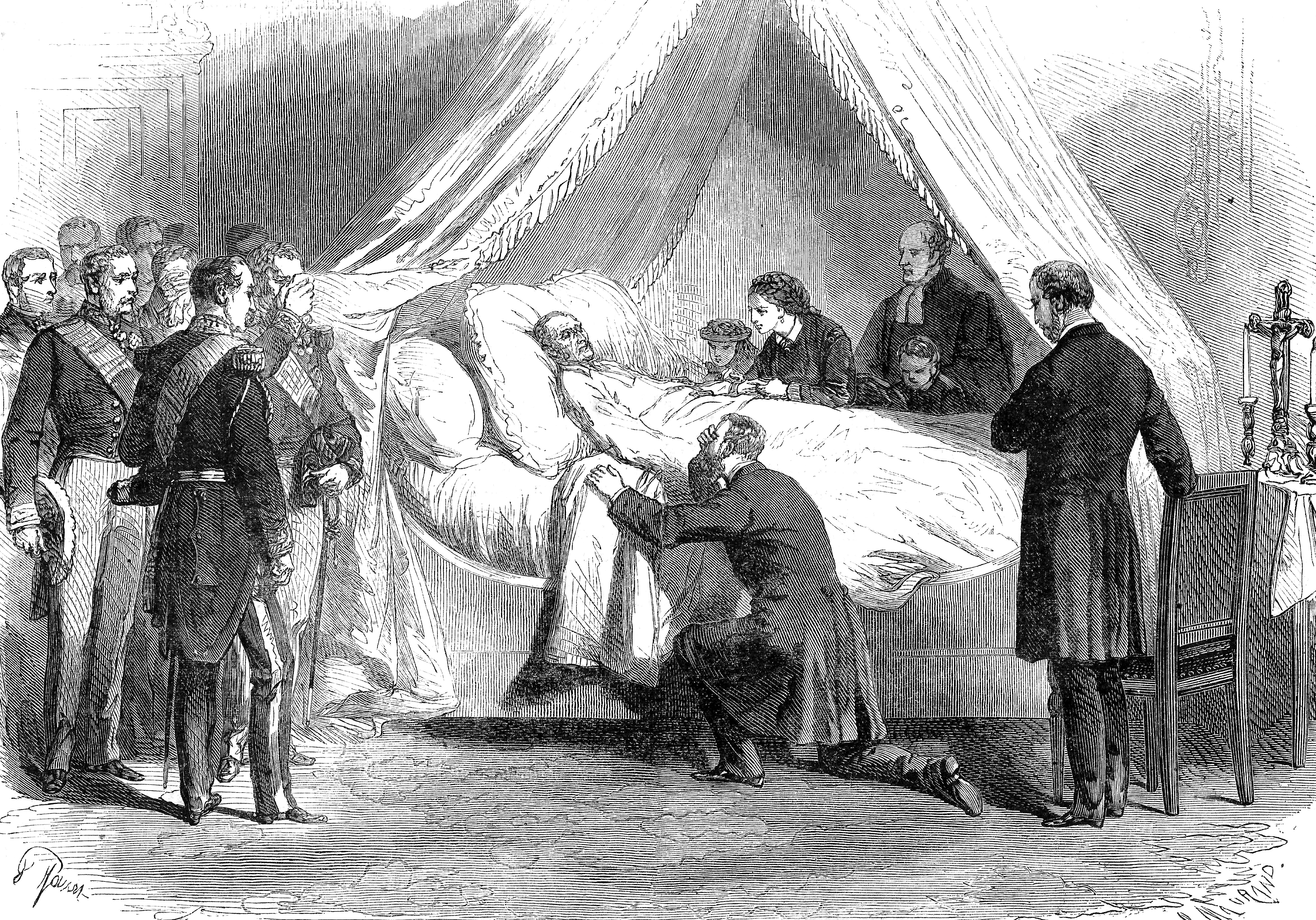
Edward Conway met onder meer Jules Van Praet aan het sterfbed van Leopold I

Edward Conway (Brugge, 14 september 1804 - Elsene, 28 februari 1871) was een Belg van Ierse origine, medewerker van koning Leopold I.

## Levensloop
Edward Conway was de zoon van Daniel Conway, die in Sint-Winoksbergen was geboren in 1779 en zelf de zoon was van de militair Robert Conway. Als gevolg van de inlijving van de Zuidelijke Nederlanden bij Frankrijk kwam hij naar Brugge en werd er ambtenaar op de prefectuur van het Leiedepartement.
Daniel Conway trouwde in Brugge eerst in 1800 met Jeanne Devers en na haar vroege dood, in 1802 met haar zus Isabelle Devers, allebei dochters van de handelaar Nicolaas Devers.
Conway volbracht zijn middelbare studies aan het lyceum in Brugge. Hij trok vervolgens naar de universiteit van Gent, waar hij enkele Brugse vrienden terugvond, meer bepaald Jules Van Praet. Onder zijn professoren leerde hij de jonge Thorbecke kennen, met wie hij vriendschap sloot. Hij behaalde er zijn diploma van doctor in de rechten in juli 1827. Naast zijn rechtenstudies had hij zich vooral op talen toegelegd en hij sprak en schreef vloeiend Frans, Nederlands en Engels, maar ook Brugs. 

## Ambtenaar onder het Verenigd Koninkrijk
In november 1828 werd Conway benoemd tot ambtenaar op het Ministerie van Binnenlandse Zaken, dienst van het Onderwijs. In oktober 1829 werd hij naar Den Haag geroepen waar hij verbonden werd aan het kabinet van de minister van Binnenlandse Zaken Van Gobbelschrooy. In januari 1830 volgde hij zijn minister naar het Ministerie van Waterstaat.
Conway koesterde de ambitie op het kabinet van Willem I te kunnen benoemd worden en leverde met dit doel heel wat inspanningen om zich in de invloedrijke middens te doen kennen. Hij rekende voornamelijk op de steun van zijn vriend Thorbecke, met wie hij in drukke briefwisseling bleef.

## Medewerker van koning Leopold I
Conway nam geen deel aan de opstand van 1830, hoewel hij zich toen in Brussel bevond. Hij nam een afwachtende houding aan, maar toen de breuk met het Noorden definitief was, sloot hij zich bij de nieuwe machthebbers aan. Naast zijn van oudsher goede relaties met Jules Van Praet, onderhield hij vooral nauwe contacten met Alphonse Nothomb en met Felix de Mûelenaere.
Vier dagen na de eedaflegging van de koning werd hij benoemd tot commies eerste klas op het Ministerie van Buitenlandse Zaken en op 25 oktober 1831 werd hij bevorderd tot bureauchef. Hij werd in die periode op zending gestuurd naar Londen, waar hij besprekingen moest voeren met ambassadeur Sylvain van de Weyer en met Leopolds vertrouwensman, baron von Stockmar.
Zijn droom om bij de koning te kunnen werken, werd ditmaal realiteit. De eerste man die aan het hoofd was gesteld van de Civiele Lijst, Jean-Baptiste Kaufman trok naar de diplomatie en diende te worden opgevolgd. Leopold I vroeg aan zijn voornaamste persoonlijke medewerker, Jules Van Praet, een passende persoon voor te stellen. Van Praet dacht aan zijn vriend Conway en die werd inderdaad door de koning aanvaard en in 1832 benoemd tot secretaris van de Civiele Lijst.

## Beheerder van deCiviele Lijst van de Koning
Vanaf het begin van zijn ambtsaanvaarding waren aan de koning de nodige middelen toegezegd om daadwerkelijk als koning en als hoofd van de verschillende machten (wetgevend, uitvoerend en rechterlijk) de hem opgedragen taken te kunnen behartigen. Een vast jaarlijks bedrag werd door het parlement gestemd en overgemaakt aan het Hof onder de naam van 'Civiele Lijst'.
Deze administratie - een groot woord voor een kantoor met amper een paar bedienden - werd vanaf 1832 geleid door secretaris Conway die in 1840 de titel van 'intendant' kreeg, om in 1866 van koning Leopold II de titel van algemeen intendant te krijgen. Het hoofd van de Civiele Lijst moest de gelden beheren en zorg dragen voor alle materiële zaken en uitgaven die voor de goede werking van de koning en van het koningshuis noodzakelijk waren.
De nauwe contacten die zijn opdracht met zich mee brachten, maakten dat Conway ook af en toe door de koning met politieke opdrachten werd belast. Zo was hij bijvoorbeeld de geschikte man om de contacten die hij had met nuntius Gioacchino Pecci (de latere paus Leo XIII) en met de Belgische bisschoppen ten gunste van de koning aan te wenden. Conway had ook talrijke contacten met de voornaamste persorganen. Dit liet hem vaak toe informatie door te geven die de koning graag wilde gepubliceerd zien of in andere gevallen de journalisten ervan te weerhouden zaken te schrijven die de koning niet welgevallig zouden zijn.
In de jaren 1860 hernam Conway de contacten met Thorbecke, met het oog op een voorzichtige toenadering tussen Nederland en België. Dit mondde uit op een eerste ontmoeting van Thorbecke met de Belgische koning. 
Wanneer de koning in Brussel was, ontmoette Conway hem praktisch elke dag. Als Leopold op reis was, hetgeen vaak gebeurde, maar zelfs ook wanneer hij in Laken was, stuurde hij korte nota's naar zijn medewerker. Het archief Conway bevat méér dan 900 dergelijke nota's. Men kan er uit leren dat het vertrouwen van de koning in hem zeer groot was en dat in de loop van de jaren een ware vriendschap ontstond.

## Steun voor koningin Louise Marie
Naast adviseur van de koning, was Conway ook secretaris van koningin Louise Marie. Hij vormde aldus een tussenschakel in de wat moeilijke relatie tussen de koning en de koningin en tussen hen en het personeel. 
Net als Van Praet leed hij er onder wanneer de koning een scheve schaats reed. Beide vrienden namen in die gevallen de verdediging op zich van de koningin. Vooral over de verhouding van de koning met Arcadie Claret maakten ze grote bezwaren en stuurden ze elkaar hierover geheime nota's met codewoorden en, voor alle zekerheid, in het Brugs opgesteld.
Na de dood van de koningin werd Conways taak nog belangrijker. De koning deed nog meer een beroep op hem, onder meer voor de opleiding van de kinderen en er ontstond hierover een dagelijkse correspondentie tussen hen.

## Verantwoordelijk voor de opvoeding van de prinsen
In het verlengde van zijn activiteiten voor de koningin werd door haar en ook door de koning, veel vertrouwen in hem gesteld bij de aanstelling van het opvoedend personeel. Het testen van de kennis en het nagaan van de achtergrond van het aangezochte personeel werd aan hem overgelaten.  Vooraleer iemand aangenomen werd, moest hij de goedkeuring van Conway wegdragen. Hij besliste dus in grote mate wie wel en niet in aanmerking kwam voor bepaalde functies. Hij verleende soms ook eretitels, zoals die van leraar Nederlands aan Hendrik Conscience, zonder dat deze ook werkelijk les gaf.
De eerste maal dat hij moest optreden was in 1835, voor het aanduiden van een gouvernante voor de jonge prinsen. Iemand had hiervoor de moeder van Jules Van Praet voorgesteld, die bij haar zoon was komen wonen. Conway raadde dit zeer af: de weduwe Van Praet was al 64 en ook al was ze een dame van goede burgerlijke standing, ze was niet 'aristocratisch' genoeg om de jonge prinsen in hun eerste levensjaren te begeleiden. Wellicht trad hij hierbij op als spreekbuis van Jules Van Praet, die hierin moeilijk stelling kon nemen, maar het waarschijnlijk niet erg op prijs stelde dat zijn moeder hem op het paleis zou voor de voeten gelopen hebben. 
Conway werd gaandeweg ook in vertrouwen genomen door de kinderen om voor bepaalde zaken de tussenschakel te zijn met de koning. Zo stelde bijvoorbeeld prins Leopold een verandering in zijn studieplan op en bezorgde die aan Conway. U zal er hopelijk met de koning kunnen over praten tijdens uw verblijf in Ems, zo schreef hij hem hoopvol.

## Beheerder van het privédomein
De activiteiten van Conway beperkten zich niet tot het beheren van de Civiele Lijst. Naarmate het vertrouwen in hem groeide, werd hij meer en meer met de privéaangelegenheden van de vorst belast.
Dit ging over het uitkiezen en voorstellen van artsen en tandartsen of van allerhande leveranciers tot aan het organiseren van de verplaatsingen naar het buitenland van de koning, de koningin en de prinsen. Hij had ook een eersterangs functie in het beheren van de privégoederen van de koning. Hij was het die de uitgestrekte domeinen tot stand bracht in de Ardennen (Houyet, Ciergnon enz.) en de Kempen (Mol, Retie). Hij beheerde ook de aandelenportefeuille van de koning die, dankzij zijn oordeelkundig beheer, op het ogenblik van het overlijden van Leopold aanzienlijk was geworden.
Conway was van nabij betrokken bij de onderhandelingen met het Hof van Wenen over de bruidsschat en het huwelijkscontract tussen Maximiliaan van Habsburg en Charlotte van België enerzijds en tussen Leopold en Maria Hendrika van Oostenrijk anderzijds.
Hij trad ook op als volmachtdrager van de koning in de moeilijke erfenisregelingen na de dood van zijn schoonvader, koning Lodewijk Filips en van de moeder van Maria Hendrika, Maria Dorothea van Württemberg.
Zijn twee laatste belangrijke opdrachten waren de afhandeling van het testament en de erfenisregeling van Leopold I en de regeling van de ingewikkelde zaken en de installatie in België van de voormalige keizerin van Mexico Charlotte.

## Privé
Conway trouwde in 1832 in Brussel met Sarah Langebear (Plympton-St-Mary, 1808 - Elsene, 1873). Zij was bij een oom en tante komen wonen en, anglicaanse van geboorte, had ze zich bekeerd tot het katholicisme en zich in 1823 laten dopen. Het echtpaar bleef kinderloos. Conway overleed tijdens een epidemie van de pokken.
Conway was een belijdend katholiek, die vaak kerkdiensten bijwoonde en veel spirituele lectuur las. Van de omgeving van de koning was hij degene die het nauwst betrekkingen onderhield met de geestelijke overheid, zeker tot de tijd dat Jules Van Praet zich op latere leeftijd weer sterker door religie voelde aangetrokken.
Hij had twee broers die officier werden, Jules Conway (Brugge, 1807 - Mechelen, 1858) en Robert Conway (Brugge, 1810 - Cannes, 1860). Beiden bleven vrijgezel en stierven toen ze nauwelijks vijftig waren.

## Adel
De diensten die Conway had bewezen en verwacht werd verder te bewijzen, werden in 1855 door Leopold I en de regering erkend door een opname in de Belgische adelstand met de erfelijke titel van burggraaf. De erfelijkheid bleek zonder voorwerp, aangezien Conway kinderloos bleef. Omdat hij voorvaders had in Ierland die tot de adel behoorden, ging het in zijn geval niet om een verheffing maar om een erkenning.
Het jaar daarop verkregen ook de twee broers Conway adelerkenning. De drie broers noemden zich voortaan de Conway. Met de dood van Edward de Conway doofde de familie in 1871 uit.